# Wanda Chełmońska
Wanda Chełmońska ou Wanda Chełmońska-Boczkowska, née à Kuklówka Zarzeczna en 1889 et morte à Varsovie le 15 novembre 1971, est une peintre polonaise.

## Biographie
Fille de Józef Chełmoński, elle prend part dès 1913 à des expositions en Pologne puis étudie à l'École nationale supérieure des beaux-arts de Paris en 1914 et suit aussi les cours d'histoire de l'art à la Sorbonne. Diplômée en 1920, elle revient en Pologne mais continue à exposer à travers l'Europe. En 1924 elle participe ainsi au Salon des Tuileries ainsi qu'au Salon des indépendants et expose au Salon d'automne de 1928 les toiles La Mariée et Mme Ch.. 
Elle est inhumée au cimetière Powązki de Varsovie.